# Żupny Dom w Nitrze

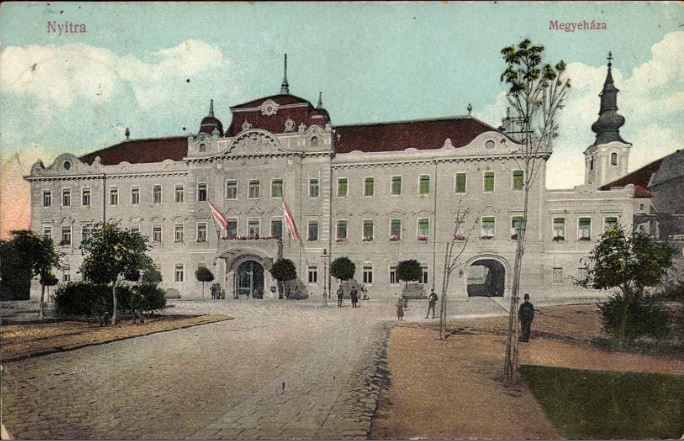
Żupny Dom w 1914 roku

Dom Żupny (Župný dom) – zabytkowy pałac w Nitrze, w późniejszym okresie siedziba władz powiatowych, obecnie również galeria. Uznany za narodowy zabytek kultury Słowacji. 

## Historia
Pałac wybudowany w 1823, na fundamentach wcześniejszego budynku. Kilkukrotnie przebudowywany. Najważniejsze rozbudowy miały miejsce w latach 1874–1876 według projektu architekta Edöna Dümmerlinga oraz w latach 1903–1908 według projektu V. Czíglera. Od budowy do 1945 był siedzibą władz powiatu nitrzańskiego. Po II wojnie światowej użytkowały go lokalne władze. Od 1983 właścicielem budynku jest Galeria Nitra. W latach 2007–2011 przeprowadzono remont skrzydła północnego, gdzie obecnie mieści się siedziba władz samorządowych.
W latach 1990–1997 w piwnicach zachodniego skrzydła prowadzono wykopaliska archeologiczne, w wyniku których odkryto m.in. pozostałości muru z poł. XI wieku, grobowiec z wczesnej epoki brązu, a także pozostałości średniowiecznych fortyfikacji i bram miejskich (z okresu od XII do XV wieku).

### Galeria Nitra
Galeria Nitra powstała 1 stycznia 1965 roku, w tym samym roku (od grudnia) rozpoczęła organizowanie wystaw w Żupnym Domu. Początkowo jako galeria miejska, z czasem uzyskała status galerii regionalnej, wojewódzkiej, a od 1990 państwowej instytucji. Obecnie posiada w Żupnym Domu pięć przestrzeni wystawienniczych, w tym Galerię Młodzieżową i miejsce przeznaczone dla sztuki alternatywnej.

## Architektura
Pałac wybudowany w stylu barokowym, przebudowany na początku XX wieku w stylu secesji. Jest monumentalną budowlą składającą się z czterech skrzydeł zlokalizowanych wokół dziedzińca. Skrzydło północne mieści pomieszczenia reprezentacyjne ozdobione w duchu geometrycznej secesji, na szczególną uwagę zasługuje główna klatka schodowa z fontanną.

## Otoczenie
W sąsiedztwie budynku znajdują się fragmenty muru obronnego z czasów XVII-wiecznych wojen tureckich. Obok znajduje się ogród, gdzie organizowano koncerty, wystawy czy „wieczory z fontannami”.